# Anastasija Sevastova
Anastasija Sevastova (Liepāja, 13 d'abril de 1990) és una tennista professional letona d'origen rus. El 2013 es va retirar momentàniament degut a les contínues lesions que patia, però el 2015 va tornar al circuit professional.
El 2009 fou guardonada amb el premi al millor esportista letó de l'any en la categoria d'estrella emergent.

## Palmarès: 4 (4−0)

### Individual: 8 (4−4)
| Llegenda                                  |
| ----------------------------------------- |
| Grand Slam (0−0)                          |
| WTA Tour Championships / WTA Finals (0−0) |
| Premier Mandatory (0−1)                   |
| Premier 5 (0−0)                           |
| Premier (0−0)                             |
| International (4−3)                       |

| Títols per superfície |
| --------------------- |
| Dura (0−1)            |
| Gespa (1−2)           |
| Terra batuda (3−1)    |

| Resultat   | Núm. | Data                 | Torneig           | Superfície   | Oponent en la final    | Marcador      |
| ---------- | ---- | -------------------- | ----------------- | ------------ | ---------------------- | ------------- |
| Guanyadora | 1.   | 9 de maig de 2010    | Estoril, Portugal | Terra batuda | Arantxa Parra Santonja | 6−2, 7−5      |
| Finalista  | 1.   | 19 de juny de 2016   | Mallorca, Espanya | Gespa        | Caroline Garcia        | 3−6, 4−6      |
| Finalista  | 2.   | 17 de juliol de 2016 | Bucarest, Romania | Terra batuda | Simona Halep           | 0−6, 0−6      |
| Guanyadora | 2.   | 25 de juny de 2017   | Mallorca          | Gespa        | Julia Görges           | 6−4, 3−6, 6−3 |
| Finalista  | 3.   | 24 de juny de 2018   | Mallorca (2)      | Gespa        | Tatjana Maria          | 4−6, 5−7      |
| Guanyadora | 3.   | 22 de juliol de 2018 | Bucarest          | Terra batuda | Petra Martić           | 7−6(4), 6−2   |
| Finalista  | 4.   | 7 d'octubre de 2018  | Pequín, Xina      | Dura         | Caroline Wozniacki     | 3−6, 3−6      |
| Guanyadora | 4.   | 28 de juliol de 2019 | Jūrmala, Letònia  | Terra batuda | Katarzyna Kawa         | 3−6, 7−5, 6−4 |

### Dobles: 1 (0−1)
| Llegenda                                  |
| ----------------------------------------- |
| Grand Slam (0−0)                          |
| WTA Tour Championships / WTA Finals (0−0) |
| Premier Mandatory (0−0)                   |
| Premier 5 (0−0)                           |
| Premier (0−0)                             |
| International (0−1)                       |

| Títols per superfície |
| --------------------- |
| Dura (0−0)            |
| Gespa (0−1)           |
| Terra batuda (0−0)    |

| Resultat  | Núm. | Data               | Torneig           | Superfície | Parella         | Oponents en la final         | Marcador |
| --------- | ---- | ------------------ | ----------------- | ---------- | --------------- | ---------------------------- | -------- |
| Finalista | 1.   | 25 de juny de 2017 | Mallorca, Espanya | Gespa      | Jelena Janković | Chan Yung-jan Martina Hingis | Renúncia |

## Trajectòria

### Individual
| Open d'Austràlia | A   | Q1          | 1R          | 4R          | A   | Q1          | Ret.        | A           | 2R    | 3R          | 2R          | 4R          | 1R          | 1R    | 1R | 0 / 9     | 10 − 9    |
| Roland Garros | A   | 1R          | 1R          | 1R          | A   | Retirada    | Retirada    | A           | 2R    | 3R          | 1R          | 4R          | A           | 1R    |    | 0 / 8     | 6 − 8     |
| Wimbledon | Q1  | 1R          | 1R          | 1R          | A   | Retirada    | Retirada    | A           | 1R    | 2R          | 1R          | 2R          | NC          | 3R    |    | 0 / 8     | 4 − 8     |
| US Open | A   | 2R          | 2R          | 1R          | Q3  | Retirada    | Retirada    | Q1          | QF    | QF          | SF          | 3R          | 2R          | 1R    |    | 0 / 9     | 18 − 9    |
| Jocs Olímpics | A   | No celebrat | No celebrat | No celebrat | A   | No celebrat | No celebrat | No celebrat | A     | No celebrat | No celebrat | No celebrat | No celebrat | 1R    | NC | 0 / 1     | 0 – 1     |
| Total Victòries−Derrotes | 0−0 | 5−9         | 21−15       | 12−18       | 0−1 | 2−2         | 0−0         | 5−3         | 21−20 | 37−24       | 43−21       | 27−22       | 2−10        | 18−18 |    | 197 – 166 | 197 – 166 |
| Rànquing a final d'any | 194 | 83          | 45          | 94          | 181 | –           | –           | 110         | 35    | 16          | 12          | 27          | 54          | 70    |    |           |           |
| Llegenda: G: Guanyadora; F: Finalista; SF: Semifinalista; QF: Quarts de final; Q: Qualificació; A: Absent; RR: Round Robin; |     |             |             |             |     |             |             |             |       |             |             |             |             |       |    |           |           |